# Centesimus annus
Centesimus annus (česky Stý rok) je encyklika papeže Jana Pavla II. vydaná ke stému výročí vydání nadčasové a přelomové sociální encykliky Rerum Novarum dne 1. května 1991.

## Význam a smysl
V polovině 80. let padly postupně v některých zemích Latinské Ameriky, Afriky a Asie diktátorské režimy, jež se vyznačovaly útlakem. Jinde začal obtížný, ale úspěšný přechod ke spravedlivějším a demokratičtějším politickým uskupením. Významným, dokonce rozhodujícím přínosem bylo vystoupení církve na obranu a podporu lidských práv. V silně ideologizovaném prostředí, kde jednostranné ovlivňování kalilo vědomí obecné lidské důstojnosti, církev jasně a důrazně hlásala, že každý člověk, ať je jeho osobní přesvědčení jakékoliv, v sobě nosí obraz Boží, a proto zasluhuje úctu. S touto výpovědí se často ztotožňovala velká většina lidí, což mělo za následek hledání takových forem boje a politických řešení, které lépe odpovídají lidské důstojnosti.
Církev podle této encykliky velmi dobře ví, že se v historii nevyhnutelně objevují zájmové konflikty mezi různými sociálními skupinami a že k tomu křesťan často musí zaujímat rozhodné a důsledné stanovisko. Encyklika Laborem exercens výslovně uznala kladnou úlohu konfliktu, pohlíží se na něj jako na "boj za sociální spravedlnost". V encyklice Quadragesimo anno se říká: "Třídní boj, pokud se odstraní nepřátelské výbuchy a vzájemné zášti, tak ponenáhlu přechází v slušné dohadování mající za základ snahu o spravedlnost."
Kromě problému konzumismu je velmi znepokojivá i otázka ekologie, která s ním těsně souvisí. Člověk, který je více v zajetí touhy po majetku a po požitku než po bytí a rozvoji, nemírně nedisciplinovaným způsobem spotřebovává zdroje země i zemi samu. Neuvážlivé ničení přirozeného životního prostředí se zakládá na dnes bohužel značně rozšířeném antropologickém omylu. Člověk, který odhalí svou schopnost měnit vlastní prací svět a v určitém smyslu ho nově "tvoří", zapomíná, že se to děje vždy jen na základě prvotního daru věcí od Boha.
Člověk míní, že může svévolně disponovat zemí a bezvýhradně ji podřizovat své vůli, jako by neměla svou vlastní podobu a své určení propůjčené jí dříve Bohem, které člověk může rozvíjet, které však nesmí zradit. Místo toho, aby plnil svůj úkol Božího spolupracovníka na díle stvoření, staví se člověk na místo Boha a vyvolává tím nakonec vzpouru přírody, která je jím více tyranizována než spravována.